# Īlāl
Īlāl (persiska: ایلال, يلات) är en ort i Iran.   Den ligger i provinsen Mazandaran, i den norra delen av landet, 200 km öster om huvudstaden Teheran. Īlāl ligger 1 358 meter över havet och antalet invånare är 317.
Terrängen runt Īlāl är kuperad åt nordost, men åt sydväst är den bergig. Runt Īlāl är det ganska tätbefolkat, med 111 invånare per kvadratkilometer. Närmaste större samhälle är Kīāsar, 7,3 km norr om Īlāl. Trakten runt Īlāl består i huvudsak av gräsmarker.